# Judith Trepp
Judith Trepp (* 1941 in New York City) ist eine amerikanisch-schweizerische Malerin und Bildhauerin. Sie ist Vertreterin der Abstrakten Kunst.

## Leben
Judith Trepp wurde als Judith Sklar in Manhattan (New York) geboren. Sie studierte am Bard College, wo sie mit dem Abstrakten Expressionismus in Berührung kam. Seit 1970 lebt und arbeitet die Künstlerin abwechselnd in der Schweiz und den USA.

## Werke
In ihren Gemälden sieht man den Einfluss des Abstrakten Expressionismus, Bauhaus und Minimalismus. Trepps Werk ist charakterisiert durch den Dialog von Ruhe und Bewegung, von Fläche und Linie. Minimalistisch wirkende Schichtungen des Malgrunds werden kombiniert mit gestischen, expressiven Pinselstrichen.

## Ausstellungen
- 2011: Provincetown Art Museum (Solo Show), Provincetown MA, USA